# Longitarsus alfierii
Longitarsus alfierii es una especie de insecto coleóptero de la familia Chrysomelidae. Fue descrita científicamente en 1923 por Pic.